# True Crime (serie)
True Crime es una serie de videojuegos de acción-aventura de mundo abierto contada desde la perspectiva del cumplimiento de la ley. Hay dos juegos en la serie, True Crime: Streets of LA, lanzado en 2003, y True Crime: New York City, lanzado en 2005. Cada juego presenta GPS: recreaciones precisas en mundo abierto de partes de Los Ángeles y Ciudad de Nueva York, respectivamente. Streets of LA fue desarrollado por Luxoflux para PlayStation 2, Xbox y GameCube, y portado a Microsoft Windows por LTI Gray Matter, a móvil por MFORMA y a macOS por Aspyr. Fue publicado en todos los sistemas por Activision, excepto la versión para Mac, que fue publicada por Aspyr. Nueva York fue desarrollada por Luxoflux para PlayStation 2, Xbox y GameCube, y portada a Windows por Aspyr y a dispositivos móviles por Hands-On Mobile. Fue publicado en todos los sistemas por Activision.
Streets of LA recibió críticas mixtas y positivas, y muchos revisores lo compararon favorablemente con Grand Theft Auto III y Grand Theft Auto: Vice City. También fue un éxito comercial, vendiendo más de tres millones de unidades en todo el mundo en todos los sistemas. La Ciudad de Nueva York recibió críticas mixtas y negativas, y muchos críticos sintieron que el juego había sido apresurado para lanzar incompleto. También fue un fracaso comercial, vendiendo solo 72,000 unidades en América del Norte en sus primeras dos semanas de lanzamiento.
Originalmente, la "Ciudad de Nueva York" estaba destinada a ser la primera de una serie de dos partes ambientada en Nueva York, pero después del pobre desempeño crítico y comercial del juego, Activision desechó la secuela directa y planeó el futuro "True Crime". Juegos en espera. En 2007, contrataron a United Front Games para desarrollar un juego de mundo abierto ambientado en Hong Kong. Para 2009, este juego se había convertido en "True Crime: Hong Kong". Sin embargo, en 2011, el juego fue cancelado. Los derechos de publicación fueron recogidos por Square Enix varios meses después, y "True Crime: Hong Kong" finalmente se lanzó en 2012 como "Sleeping Dogs". , que no tiene conexión con la serie "True Crime". En 2014, Activision eliminó por completo la marca registrada True Crime, lo que significa que ya no podría haber ningún relanzamiento de ambos juegos en consolas actuales.

## Juegos
- True Crime: Streets of LA fue desarrollado por Luxoflux para la PlayStation 2, Xbox y GameCube,[1] por LTI Gray Matter para Microsoft Windows,[2] por MFORMA para móvil,[3] y por Aspyr para macOS.[4] Fue publicado en todos los sistemas por Activision, excepto la versión macOS, que fue publicada por Aspyr. Las versiones de PlayStation 2, Xbox y GameCube se lanzaron en Norteamérica el 4 de noviembre de 2003,[5][6][7] y en Europa el 7 de noviembre.[8] La versión para PC se lanzó en Norteamérica el 14 de mayo de 2004,[9] y en Europa el 28 de mayo.[8] La versión móvil se lanzó en Norteamérica el 21 de noviembre de 2004.[10] La versión de macOS se lanzó en Norteamérica el 1 de marzo de 2005.[11]
- True Crime: New York City fue desarrollado por Luxoflux para PlayStation 2, Xbox y GameCube,[12] por Aspyr para Microsoft Windows,[13] y por Hands-On Mobile para dispositivos móviles.[14] Fue publicado para todos los sistemas por Activision. Las versiones de PlayStation 2, Xbox y GameCube se lanzaron en Norteamérica el 16 de noviembre de 2005,[15][16][17] y en Europa el 25 de noviembre.[18] La versión para PC se lanzó en Norteamérica el 24 de marzo de 2006,[19] y en Europa el 30 de marzo.[19] La versión móvil se lanzó en América del Norte el 21 de marzo de 2007.[20]

## Jugabilidad
La jugabilidad en los juegos  True Crime  es muy similar. Ambos se juegan en mundo abierto juego de acción y aventura desde una perspectiva en tercera persona. En "Streets of LA", los jugadores controlan al Detective Nicholas Kang de la ficticia División de Operaciones Elite (E.O.D.), una unidad autónoma elegida a mano del LAPD. En "Ciudad de Nueva York", los jugadores controlan al Detective Marcus Reed del PDNY (una versión ficticia del NYPD).
Streets of LA fue uno de los primeros juegos de acción y aventura de mundo abierto que no se lanzaron después de Grand Theft Auto III en 2001, y, como tal, fue etiquetado por muchos como Grand Theft Auto clone, ya que el núcleo mecánica del juego es idéntico a Grand Theft Auto III, y su Sucesor de 2002, Grand Theft Auto: Vice City: tanto en Streets of LA como en New York City, el jugador puede viajar libremente por la ciudad, conducir vehículos, hacer lo que sea quieren atacar y/o matar a civiles inocentes, y progresar a través de la historia a su propio ritmo, pasando todo el tiempo recorriendo la ciudad como lo deseen. Sin embargo, la principal diferencia de los juegos de "Grand Theft Auto" es que en los juegos de "True Crime", el jugador controla a un oficial de la ley.
En comparación con Streets of LA, New York City introdujo más variedad en el juego de mundo abierto, con el jugador capaz de participar en minijuego sy sidequests, como un circuito street racing, un torneo subterráneo fight club y asegurar CIs. Otra novedad de la "Ciudad de Nueva York" es que muchos edificios de la ciudad, más allá de los relacionados con la historia del juego, son accesibles para el jugador. Estos incluyen farmacias, donde el jugador puede comprar medicamentos, y delicatessen, donde pueden comprar alimentos (los cuales restauran la pérdida health), tiendas de ropa donde pueden comprar nuevos trajes, concesionarios de automóviles donde pueden comprar automóviles nuevos, dojo s donde pueden comprar nuevas técnicas de lucha, tiendas de discos donde pueden comprar nuevas canciones para el juego banda sonora, tiendas de armas donde pueden comprar nuevas armas y municiones y otros edificios aleatorios como hoteles, clubes nocturnos, restaurantes y edificios de apartamentos. En la mayoría de los interiores de negocios, los jugadores pueden extorsionar al propietario para obtener dinero extra y/o colocar evidencia para realizar un arresto.
En ambos juegos, durante las misiones disparos, el juego apunta automáticamente al oponente más cercano. Si el jugador desea cambiar el objetivo a otro oponente, debe hacerlo manualmente. Cuando el jugador está en modo de disparo, puede ingresar a "Orientación de precisión" en cualquier momento. En este punto, el juego cambia a primera persona, acerca el objetivo y entra en cámara lenta momentáneamente. Mientras está en la orientación de precisión, si la retícula de orientación se vuelve verde (Calles de LA) o azul (Ciudad de Nueva York), el jugador puede golpear al enemigo con un disparo neutralizante y no letal. Si el jugador dispara cuando la retícula es roja, el enemigo será asesinado al instante. Los jugadores también pueden cubrirse durante los tiroteos, disparando desde detrás de la cubierta cuando se presenta la oportunidad. Los jugadores también son libres de recoger cualquier arma lanzada por los enemigos. Sin embargo, una vez que la munición de estas armas se agota, el personaje del jugador soltará el arma y volverá a su problema estándar arma de fuego, que, aunque necesita ser recargada, nunca se queda sin munición.
En combate cuerpo a cuerpo en' 'Streets of LA' ', el jugador tiene cuatro ataques principales; patada alta, patada baja, puñetazo y agarre. Después de golpear a un enemigo un cierto número de veces, el enemigo quedará aturdido, momento en el cual el jugador puede realizar un combo presionando una serie de botones. En el combate cuerpo a cuerpo en la "Ciudad de Nueva York", el jugador tiene tres ataques principales; ataque ligero, ataque pesado y lucha. Cuando el jugador se enfrenta a un oponente, tiene la libertad de lanzarlo o golpearlo con una cantidad de ataques ligeros y/o pesados. En ciertos puntos durante el combate, el enemigo quedará aturdido y aparecerá un medidor en la pantalla que le indicará al jugador que presione el botón de ataque pesado o ataque ligero tanto como sea posible dentro de un tiempo establecido. Cuantas más veces el jugador presione el botón, más devastador será el ataque especial resultante. El jugador también puede alternar entre diferentes estilos de lucha y cambiar a usar un arma cuerpo a cuerpo en cualquier momento.
Las misiones de conducción pueden implicar tratar de atrapar otro automóvil, escapar de otro automóvil o seguir a otro automóvil. En todo momento, cuando el jugador está en un automóvil, la condición de su automóvil se muestra en la pantalla. Si el medidor de salud del automóvil se vacía, el automóvil está cerca de la destrucción. Durante las misiones de manejo normales en ambos juegos, el jugador puede resolver crímenes aleatorios dados por el despachador de radio.
En "Ciudad de Nueva York", el mapa se divide en veinte diferentes vecindarios de Manhattan. Cuando Reed resuelve un crimen aleatorio en un área en particular, la tasa de crimen en esa área cae. Después de que haya resuelto un número determinado de delitos en un área, esa área se considera "limpia" y las tasas de delitos no aumentarán (aunque todavía se producirán delitos aleatorios dentro del área). Si Reed continúa ignorando crímenes aleatorios en un área determinada antes de que esté limpio, la tasa de criminalidad en esa área aumentará, lo que provocará el cierre de tiendas, calles sucias, edificios tapiados, civiles más agresivos y más crímenes aleatorios necesarios para limpiar el área arriba.
Las actualizaciones se manejan de manera diferente en cada juego. En "Streets of LA", el jugador puede acceder a las instalaciones las 24 horas del día, los 7 días de la semana en todo el mapa para mejorar sus habilidades de conducción, lucha o tiro. Solo se puede acceder a las instalaciones 24/7 si el jugador tiene una "insignia" disponible. Las insignias se obtienen al adquirir "Puntos de recompensa"; cada cien puntos de recompensa se convierten en una insignia. La entrada a una instalación 24/7 cuesta una insignia, y el jugador debe completar un desafío para ganar la actualización. El jugador gana puntos de recompensa por arrestar o matar criminales, resolver crímenes y completar misiones. Se deducen puntos por matar civiles y misiones fallidas. Las actualizaciones en la "Ciudad de Nueva York" simplemente cuestan dinero, sin sistema de puntos y sin desafío para completar. Las actualizaciones están disponibles para su compra a medida que el jugador sube a través de cinco grados de promoción. El dinero en el juego se puede ganar legítimamente mediante la recaudación de salarios, o ilegítimamente vendiendo pruebas en Casas de empeño y / o extorsionando a los dueños de negocios.
Ambos juegos también cuentan con un sistema "Good Cop / Bad Cop". Si el jugador arresta a criminales, resuelve crímenes y dispara a los oponentes con disparos neutralizantes, obtendrán puntos de Good Cop. Sin embargo, si matan a civiles, disparan a criminales en la cabeza, no se identifican a sí mismos como policías antes de abrir fuego, extorsionan negocios o venden pruebas a las casas de empeño, obtendrán puntos de Bad Cop. En "Streets of LA", si el puntaje de Bad Cop del jugador es demasiado alto, los civiles comenzarán a atacar a Kang. Si la puntuación de Bad Cop llega a 99, SWAT intentará matarlo. En la "Ciudad de Nueva York", si el puntaje de Bad Cop del jugador es demasiado alto, se considera que el jugador se ha "vuelto deshonesto", y otros oficiales de policía comenzarán a atacar a Reed.

## Desarrollo

### Streets of LA
"Streets of LA" se anunció por primera vez el 15 de mayo de 2002, cuando Activision reveló que Luxoflux estaban desarrollando una " juego de carreras de acción] original] inspirada en [ [Cine de acción de Hong Kong | Películas de acción de Hong Kong "para PlayStation 2, Xbox y GameCube. Larry Goldberg, vicepresidente ejecutivo de Activision Worldwide Studios, declaró

La conducción basada en misiones y acción-aventura chocan en esta nueva y audaz dirección para el entretenimiento interactivo. Infundido con el estilo único de las películas de acción de Hong Kong,  True Crime: Streets of LA  permite a los jugadores experimentar de primera mano las acrobacias de los autos, las llamadas cercanas, el ingenio rápido y la alta acción que son sinónimos de este estilo distintivo de cine.

Activision declaró que el juego combinaba jugabilidad de beat 'em up, Videojuego de disparos en tercera persona y juegos de combate vehicular, e incluiría más de veinte misiones de ramificación y múltiples finales, con el recreación del juego 400 millas cuadradas (1036,0 km²) de Los Ángeles. El juego se mostró por primera vez en el evento E3 en mayo de 2002.
En diciembre, Activision reveló que el tamaño de Los Ángeles del juego se había reducido a aproximadamente 300 millas cuadradas (777 km²; 777 km²). Para recrear la ciudad, los desarrolladores utilizaron comerciales imágenes satelitales, Tecnología GPS y fotografías tradicionales, con la ciudad en el juego que se extiende desde Hollywood Hills a Centro a Santa Mónica a Marina del Rey. También revelaron detalles de la trama de ramificación, con muchos niveles con dos o tres aperturas escenas, dependiendo de lo que el jugador haya hecho en los niveles anteriores. Recalcaron que sería raro que el jugador encuentre una pantalla de "Game Over"; por lo general, una misión fallida simplemente conducirá a un nivel posterior por un camino diferente al que el jugador completó con éxito la misión. También anunciaron que el juego presentaría aproximadamente cien crímenes que ocurren al azar que el jugador tiene la opción de resolver mientras conduce por la ciudad. También se anunció el casting de Russell Wong como protagonista Nick Kang y Gary Oldman como el villano principal del juego. En abril de 2003, Activision anunció el casting de Christopher Walken, C. C. H. Pounder, James Hong, Mako, Ron Perlman y Keone Young. Varios días después, Michelle Rodriguez y Michael Madsen también se agregaron al elenco.
El juego se mostró a continuación en el evento E3 de 2003 en mayo, donde Activision nuevamente anunció que el tamaño de la ciudad del juego había disminuido, esta vez a 240 millas cuadradas (621,6 km²; 621,6 km²). Sin embargo, también anunciaron que más de cien puntos de referencia en Los Ángeles aparecieron en el juego, en sus ubicaciones geográficas exactas, como el Centro de Convenciones de Los Ángeles y el Centro de grapas. El 22 de octubre, enviaron la versión final del juego a los sitios web de juegos. Varios días después confirmaron rumores de que Snoop Dogg era un personaje desbloqueable, con su propia misión y auto. También anunciaron que habían firmado un acuerdo de licencia exclusivo con PUMA.

### New York City
Nueva York se anunció por primera vez el 21 de julio de 2004, cuando el CEO de Activision, Ron Doornink, anunció planes para secuelas de "True Crime", Call of Duty, Spider-Man, Tony Hawk, Shrek y Quake. Sin embargo, no se supo nada más sobre el juego durante casi un año; hasta mayo de 2005, cuando Activision reveló que el juego era tan grande, los desarrolladores Luxoflux habían reclutado personal de otro desarrollador propiedad de Activision, Z-Axis. El 18 de mayo, Activision estrenó un tráiler, en el que aparecía el protagonista Marcus Reed arrestando a algunos delincuentes. En el evento E3 de 2005, Activision dedicó una gran parte de su stand al próximo juego, pero no se puso a disposición ninguna filmación, ni ninguna información de la trama, ni siquiera un título, con el juego llamado "True Crime 2005". Todo lo que se confirmó fue que el juego definitivamente se lanzaría en sistemas de generación actual.
El 22 de junio de 2005, el sitio web oficial del juego reveló que estaba ambientado en Nueva York, con una imagen del horizonte Manhattan apareciendo como fondo de pantalla del sitio. En agosto, IGN publicó una entrevista con el ex policía de Nueva York detective Bill Clark, que anteriormente se había desempeñado como productor ejecutivo y asesor técnico de NYPD Blue, y ahora trabajaba como asesor técnico principal para New York City. De su participación en el juego, Clarke declaró

Activision se me acercó porque se propuso crear un juego de policías realmente profundo en la ciudad de Nueva York y sentí que podía dar una idea de lo que realmente es estar en la primera línea y hacer el trabajo policial en la ciudad. Sentían que cuanto más sabían sobre las realidades y los detalles del trabajo, mejor experiencia de juego podían hacer. Específicamente, querían saber todo: cómo funciona interrogatorio, cómo usamos informantes, qué tipo de armamento está disponible para los oficiales, cómo entrenamos,  sistema de clasificación, cómo te conviertes en detective, cómo funciona  recinto, qué hacen los miembros de la Unidad de Delitos de la Calle, cómo funcionan las investigaciones de asesinatos, cómo se ve la placa , cómo funcionan las estadísticas de seguimiento de delitos, cómo hablan los oficiales, las partes más peligrosas de Nueva York, los tipos de delitos que encontré, algunas de las situaciones más extrañas que he encontrado, las cosas humorísticas que ocurren en el trabajo, qué  encubierto policías usan, los peligros de encubierto y más. También busqué autenticidad en el juego en sí, para darles consejos sobre cómo hacer que NYC se vea y se sienta real. También revisé el guión para darles consejos: después de haber ayudado a crear un auténtico drama policial, pude ayudarlos a traducir las realidades en una experiencia de juego entretenida.

En sus esfuerzos por ayudar a Activision a hacer el mejor juego posible, Clarke descubrió que había que alcanzar un compromiso entre la realidad y la naturaleza del videojuego;

Trabajando en un vehículo de entretenimiento, y específicamente trabajando en un videojuego donde todo es acción todo el tiempo, tienes que encontrar una manera de hacer que la realidad del trabajo policial sea divertida dentro del contexto del juego. Por ejemplo, en la vida real, un interrogatorio puede tomar de cinco a diez horas para que un perp difícil de "voltear" y decirle lo que realmente sucedió. Obviamente, eso no siempre es una buena experiencia de juego. Traté de prestar mi experiencia para describir todos los eventos importantes y las interacciones clave que tienen lugar en el trabajo policial de la "vida real" y luego Activision encuentra una forma divertida de integrar este trabajo policial en el juego. Encontrarás interrogatorios,  citations, arrestos, uso de informantes, trabajo encubierto, actividades y más en el juego. También hablamos sobre algunos de los comportamientos más dudosos que han tenido lugar en el trabajo policial: policías que van mal y toman  sobornos,  extorsión, que se pudren - este tipo de eventos también son en el juego.

El 7 de septiembre se mostró una versión del juego de trabajo en progreso. Activision anunció varias características nuevas para el juego, incluyendo un ciclo día/noche continuo, una ciudad más poblada que Los Ángeles de Streets of LA, una paleta más oscura que el primer juego, más autos y vehículos, la capacidad de viajar en taxi o metro, y el capacidad de entrar en edificios más allá de los relacionados con la trama. La semana siguiente, se anunció el elenco principal, incluyendo Laurence Fishburne, Mickey Rourke, Christopher Walken, Mariska Hargitay, Esai Morales y Traci Señores. Marcus Reed sería expresado por Avery Waddell. Los detalles de la banda sonora fueron lanzados una semana después. El artista principal de la banda sonora fue Redman, quien estaba grabando una canción original para el juego, y también sería un personaje indescifrable con su propio minijuego, como lo hizo Snoop Dogg en Streets of LA.
Como parte del lanzamiento del videojuego, PUMA anunció una misión única sneaker dentro del juego y la producción de una zapatilla de deporte de edición especial. En el juego, si los jugadores encuentran todas las zapatillas de deporte True Crime RS-100 en toda la ciudad y las devuelven a los minoristas reales de la ciudad de Nueva York que aparecen en el juego, el jugador desbloquea un traje exclusivo de PUMA para Reed. Además, los jugadores pueden comprar las zapatillas True Crime RS-100 de edición limitada en las mismas tiendas de la ciudad de Nueva York en el mundo real.
Inicialmente, la "Ciudad de Nueva York" tenía la intención de haber sido la primera parte de una serie de dos partes ambientada en Nueva York y con Marcus Reed, pero la secuela fue desechada con el juego resultó ser un fracaso crítico y comercial.

### Hong Kong
Hacia finales de 2007, Activision se acercó a United Front Games para desarrollar un juego de mundo abierto para consolas de próxima generación ambientado en Hong Kong, y no relacionado con la serie True Crime. Originalmente llamado "Black Lotus", el juego entró en producción a principios de 2008. Un año después del desarrollo, Activision propuso que "Lotus Negro" se incorpore a la franquicia "True Crime", con la esperanza de que las nuevas ideas presentadas por United Front pudieran ayudar a revitalizar la franquicia. En el 2009 Spike Video Game Awards, Activision presentó el juego como "True Crime: Hong Kong". Aunque originalmente estaba programado para un lanzamiento en otoño de 2010, en mayo de 2010, Activision anunció que el juego había sido retrasado a principios de 2011 "para dar al equipo de desarrollo más tiempo para ofrecer la experiencia de entretenimiento de alta calidad que imaginan para el juego".
Sin embargo, en febrero de 2011, Activision canceló "True Crime: Hong Kong", alegando que debido a "problemas de calidad", una mayor inversión no haría que el juego fuera competitivo en el género de mundo abierto. El productor ejecutivo del juego Stephen Van Der Mescht expresó su decepción con la decisión de Activision, afirmando que el juego era "jugable de principio a fin y prácticamente completo en términos de contenido". El CEO de Activision, Eric Hirshberg, explicó que un aumento en el presupuesto y retrasos en el desarrollo fueron los principales factores que contribuyeron a la cancelación del juego. Hirshberg declaró que el aumento en el presupuesto y los retrasos posteriores significaron que el juego tendría que ser "un éxito bastante increíble para que valga la inversión que estaba haciendo para hacerlo". Debido a la competencia planteada por otros títulos, particularmente  Grand Theft Auto  y  Red Dead Redemption , y al hecho de que el juego anterior en la serie  True Crime  tenía Ha sido un fracaso crítico y comercial, la opinión de Activision era que el juego no podría competir. De acuerdo con Hirshberg,

Incluso nuestras proyecciones internas más optimistas muestran que la inversión continua no conduciría a un título en la cima del género competitivo del mundo abierto, o cerca de él. En una industria donde solo florecen los mejores juegos de cada categoría, para ser francos, simplemente no iba a ser lo suficientemente bueno. El día que llegué a la compañía, dije que creía que la mejor manera de lograr el éxito comercial era proporcionar a los jugadores la mejor calidad creativa posible. La decisión de detener la producción de "True Crime" se basa únicamente en esa creencia. Estas son decisiones difíciles, pero creemos que son las decisiones correctas que se toman por las razones correctas y reflejan nuestro compromiso continuo de ofrecer los juegos que los jugadores quieren jugar.

Sin embargo, en agosto, Square Enix adquirió los derechos de publicación del juego, aunque no compraron los derechos de la franquicia "True Crime", que fueron retenidos por Activision. Finalmente, el juego pasó a llamarse "Sleeping Dogs" y se lanzó en agosto de 2012. En diciembre de 2014, Activision abandonó por completo la marca registrada "True Crime".